# Muthanallur, Anekal
Muthanallur là một làng thuộc tehsil Anekal, huyện Bangalore Urban, bang Karnataka, Ấn Độ.